# Kecamatan Taman (distrikt i Indonesien, lat -7,37, long 112,68)
Kecamatan Taman är ett distrikt i Indonesien.   Det ligger i provinsen Jawa Timur, i den västra delen av landet, 700 km öster om huvudstaden Jakarta.